# Ulmus glaucescens
Ulmus glaucescens — вид квіткових рослин з родини в'язових (Ulmaceae). Поширення: Північний і Південно-Східний Китай.

## Біоморфологічна характеристика
Це кущ або дерево заввишки до 18 метрів, листопадне. Кора ± поздовжньо тріщинувата. Гілочки голі або запушені, безкрилі та без коркового шару; гілочки другого року сірувато-жовті, жовтувато-сірі або жовтувато-коричневі. Ніжка листка 3–8 мм, запушена. Листкова пластинка еліптична, ромбоподібно-яйцеподібна, вузькояйцеподібна або еліптично-ланцетна, 2.5–5 × 1–3 см, обидві поверхні запушені або майже голі та часто з пучками волосків у розгалуженнях вторинних жилок, але ніколи в пазухах жилок, основа асиметрично від гостро до косо усіченої, край тупо- та регулярно просто пилчастий або ± подвійно пилчастий, верхівка слабо або сильно загострена; вторинні жилки 6–12(14) з кожного боку від середньої жилки. Суцвіття зібрані в пучки на гілочках другого року, 3–5-квіткові. Оцвітина дзвоникоподібна, приблизно 4-лопатева, гола або краї лопатей війчасті. Крилатки коричневі, еліптичні, широко еліптичні або оберненояйцеподібні, 2–2.5 × 1.5–2 см, голі або запушені; ніжка 2–4 мм, запушена; крила товсті; оцвітина стійка. Насіння в центрі або ближче до верхівки крилатки. Період цвітіння та плодіння: березень — травень.

## Середовище
Росте вздовж річок, гірських схилів; на висотах 2000–2600 метрів.